# Swifton (Arkansas)
Swifton es una ciudad ubicada en el condado de Jackson en el estado estadounidense de Arkansas. En el Censo de 2010 tenía una población de 798 habitantes y una densidad poblacional de 574,83 personas por km².

## Geografía
Swifton se encuentra ubicada en las coordenadas 35°49′28″N 91°7′47″O / 35.82444, -91.12972. Según la Oficina del Censo de los Estados Unidos, Swifton tiene una superficie total de 1.39 km², de la cual 1.39 km² corresponden a tierra firme y (0%) 0 km² es agua.

## Demografía
Según el censo de 2010, había 798 personas residiendo en Swifton. La densidad de población era de 574,83 hab./km². De los 798 habitantes, Swifton estaba compuesto por el 96.62% blancos, el 1% eran afroamericanos, el 0.13% eran amerindios, el 0% eran asiáticos, el 0% eran isleños del Pacífico, el 0.63% eran de otras razas y el 1.63% pertenecían a dos o más razas. Del total de la población el 1.13% eran hispanos o latinos de cualquier raza.